# Effincourt
Effincourt é uma comuna francesa na região administrativa de Grande Leste, no departamento de Haute-Marne. Estende-se por uma área de 12,31 km². Em 2010 a comuna tinha 65 habitantes (densidade: 5,3 hab./km²).